# Il treno ferma a Berlino
Il treno ferma a Berlino (Berlin Express) è un film del 1948 diretto da Jacques Tourneur.
È un film drammatico a sfondo noir e thriller statunitense ambientato durante la seconda guerra mondiale in Germania con elementi spionistici. Vede come interpreti principali Merle Oberon, Robert Ryan e Charles Korvin.

## Produzione
Il film, diretto da Jacques Tourneur su una sceneggiatura di Harold Medford e un soggetto di Curt Siodmak, fu prodotto da Bert Granet per la RKO Radio Pictures e girato in Francia e Germania da inizio agosto a fine novembre 1947.

## Distribuzione
Il film fu distribuito con il titolo Berlin Express negli Stati Uniti dal 1º maggio 1948 al cinema dalla RKO Radio Pictures.
Altre distribuzioni:
- in Svezia il 15 novembre 1948
- in Portogallo il 17 febbraio 1949 (O Expresso de Berlim)
- in Spagna il 14 marzo 1949 (Berlín Express)
- in Danimarca il 28 marzo 1949 (Berliner-ekspressen)
- in Francia il 21 giugno 1949
- in Finlandia il 9 giugno 1950 (Den underjordiska ligan)
- in Giappone il 17 aprile 1951
- in Germania Ovest il 2 aprile 1954 (Berlin-Express)
- in Austria nel novembre del 1954 (Berlin-Express)
- in Germania il 7 novembre 2001 (in TV)
- in Argentina il 12 dicembre 2002 (El expreso de Berlín, Los mundos de sombras de Jacques Tourneur)
- in Grecia il 19 settembre 2008 (To express tou Verolinou, Athens Film Festival)
- in Brasile (Expresso para Berlim)
- in Italia (Il treno ferma a Berlino)
- in Venezuela (El expreso de Berlín)

## Critica
Secondo il Morandini il film è un "angoscioso thriller sullo sfondo della Germania devastata dai bombardamenti". Secondo Leonard Maltin il film è una "spy story tiratissima e piena di suspense".

## Promozione
La tagline è: Trapped on a Train of Terror!.